# Robert Denning
Pour les articles homonymes, voir Besser et Denning.
Robert Denning, né Robert Dennis Besser  (13 mars 1927 - 26 août 2005) est un architecte  d'intérieur américain.